# Máximo Santos
 (octobre 2015).
Si vous disposez d'ouvrages ou d'articles de référence ou si vous connaissez des sites web de qualité traitant du thème abordé ici, merci de compléter l'article en donnant les références utiles à sa vérifiabilité et en les liant à la section « Notes et références ».
Máximo Benito Santos Barbosa (Pando, département de Canelones, 15 avril 1847 - Buenos Aires, 19 mai 1889) est un militaire et homme d'État uruguayen, président de la République entre le 1er mars 1882 et le 1er mars 1886.

## Biographie

### Les premières années
Máximo est le sixième enfant de Joaquín Santos et d'une mère, María Aldina Barbosa, d'ascendance brésilienne. Le couple se marie à Cerro Largo, où naissent leurs premiers enfants, puis s'installe à Pando. La famille utilise le nom Santos comme "de los Santos". De fait, le registre de mariage de Máximo et de Teresa Mascaro, célébré dans l'église de San Agustín de La Unión le 3 juillet 1872, porte le nom de Máximo de los Santos. Il débute comme employé de commerce puis devient voiturier avant de s'engager dans l'armée, à l'âge de seize ans.

### La carrière militaire
Les débuts de sa carrière militaire restent mal connus. Mais en 1868, à 21 ans, il est promu au grade de sous-lieutenant. Il intègre ensuite l'escorte présidentielle du général Lorenzo Batlle en 1869, puis la police de Canelones en 1870. Sous les ordres des généraux Borges, Goyo Suárez (el Goyo Jeta) et Enrique Castro, il participe à la révolution des Lances (1870-1872) contre le blanco Timoteo Aparicio.
Les événements politiques de l'année 1875 favorisent son ascension. Grâce à l'appui du nouvel homme fort du moment, son ami le colonel Lorenzo Latorre, il est nommé sergent-major puis lieutenant-colonel. Il reçoit également la mission de former et de diriger le cinquième bataillon de chasseurs, une unité de choc de l'armée uruguayenne. Il compte parmi les hommes de confiance du colonel Lorenzo Latorre lorsque ce dernier assume la charge de Gouverneur provisoire le 10 mars 1876, puis la présidence de la République le 1er mars 1879. Enfin, il occupe le poste de ministre de la Guerre (1880-1882) sous la présidence de Francisco A. Vidal. À la suite de la démission de ce dernier, sous la pression de l'armée, il est élu président de la République le 1er mars 1882.

### La présidence
Máximo Santos se conduit en véritable dictateur : il musèle la Chambre des Représentants et le Sénat, réprime l'opposition, censure la presse et viole la loi à maintes reprises.
Son gouvernement se différencie de celui de Latorre sur plusieurs points. Il montre d'abord un grand intérêt pour l'armée qui bénéficie de nombreuses attentions et faveurs (décorations, augmentation des effectifs, parades militaires, nouveaux uniformes inspirés de ceux de l'armée napoléonienne...). Il abandonne également l'austérité de son prédécesseur, affichant un goût prononcé pour le luxe et la pompe. Il amasse une fortune considérable et se fait construire une somptueuse demeure, le Palais Santos, aujourd'hui siège du Ministère des Affaires étrangères de l'Uruguay. Il est également un grand admirateur de Napoléon III, dont il imite le port de la barbe à l'impériale.
La recherche d'un appui politique constitue une autre différence avec le gouvernement Latorre. Máximo Santos aspire au soutien des colorados. Il s'entoure donc de personnalités issues de ce parti et en glorifie les références historiques comme le gouvernement de la Défense, l'épisode de Quinteros ou la révolution de Flores. Finalement, en octobre 1884, le Parti colorado le choisit pour chef. 
Quant à la situation économique, elle se dégrade sous sa présidence. Les dépenses et le déficit publics augmentent alors que le gouvernement et plusieurs de ses proches sont impliqués dans des affaires de corruption et de malversations financières.
Composition du gouvernement
| Ministères                             | Titulaires                   | Période     |
| -------------------------------------- | ---------------------------- | ----------- |
| Intérieur                              | José Ladislao Terra          | 1882        |
| Intérieur                              | Carlos de Castro             | 1882 - 1885 |
| Intérieur                              | Luis Eduardo Pérez           | 1885 - 1886 |
| Intérieur                              | José Pedro Ramírez           | 1886        |
| Affaires étrangères                    | Manuel Herrera y Obes        | 1882 - 1886 |
| Affaires étrangères                    | Juan Carlos Blanco Fernández | 1886        |
| Finances                               | Juan Lindolfo Cuestas        | 1882        |
| Finances                               | José Ladislao Terra          | 1882 - 1886 |
| Finances                               | Antonio María Márquez        | 1886        |
| Guerre et Marine                       | José María Vilaza            | 1882        |
| Guerre et Marine                       | Máximo Tajes                 | 1882 - 1886 |
| Justice, Culte et Instruction publique | Juan Lindolfo Cuestas        | 1884 - 1886 |
| Justice, Culte et Instruction publique | Aureliano Rodríguez Larreta  | 1886        |

### La réélection
Le mandat présidentiel expire le 1er mars 1886 mais Máximo Santos souhaite se maintenir à la tête du pays malgré l'interdiction constitutionnelle de la réélection du président de la République. Pour contourner cet obstacle, deux lois sont votées. La première, du 27 mars 1885, revient sur les articles de la constitution relatifs à la défense faite aux militaires d'entrer au Parlement. Désormais, cette disposition ne le concerne plus. Une seconde loi, du 30 décembre 1885, crée le département de Flores afin de lui permettre d'être élu sénateur à la sortie de son mandat. Enfin, il fallait que son successeur à la présidence soit un proche, favorable à son retour. C'est chose faite, le 1er mars 1886, avec l'élection de Francisco A. Vidal par l'Assemblée générale.
La suite se déroule comme prévu. Máximo Santos entre au Sénat le 21 mai 1886 et en reçoit, le jour même, la présidence. Le 24 mai, suivant un plan arrêté d'avance, Francisco A. Vidal renonce à son poste permettant ainsi à son prédécesseur de diriger une nouvelle fois le pays, en tant que président du Sénat (la constitution ne prévoit pas de poste de vice-président).
De telles manœuvres suscitent de vives oppositions et débouchent sur un soulèvement armé - la Révolution du Quebracho – écrasé par les forces gouvernementales, le 31 mars 1886. Cette victoire lui vaut d'être nommé Capitaine général le 2 avril 1886 : il s'agissait du plus haut grade de l'armée uruguayenne, créé spécialement pour l'occasion par l'Assemblée générale. Pourtant, malgré l'apparent contrôle de la situation, il ne peut conserver longtemps le pouvoir. Il est victime d'un attentat le 17 août 1886 (il échappe cependant à la mort bien que grièvement blessé au visage) et plusieurs de ses partisans rejoignent l'opposition.

### La fin
Affaibli physiquement et démoralisé, il cherche la collaboration de l'opposition. Il propose le ministère de l'Intérieur à José P. Ramírez, une figure du Parti Constitutionnel, qui accepte non sans imposer ses conditions (liberté de la presse, nouvelle élection présidentielle...). Un ministère de conciliation voit alors le jour mais Máximo Santos renonce au pouvoir le 18 novembre 1886, officiellement pour des raisons de santé. Le jour même, le général Máximo Tajes est élu président de la République pour terminer le mandat de Francisco A. Vidal  (1886-1890).
Máximo Santos s'embarque pour l'Europe. Lorsqu'il tente de revenir en 1887, un décret signé par Máximo Tajes l'empêche de débarquer et le contraint à l’exil. Il se dirige alors vers Rio de Janeiro puis s'établit définitivement à Buenos Aires, où il meurt le 19 mai 1889.

## Conclusion
L'épisode Santos se caractérise par une pratique dictatoriale et autoritaire du pouvoir. Mais il constitue aussi un moment décisif dans la mise en place d'un État moderne en Uruguay. 
Plusieurs mesures permettent alors de renforcer l'autorité de l'État, notamment la création d'un ministère de la Justice, du Culte et de l'Instruction publique, la poursuite de la séparation de l'Église et de l'État (le mariage civil devient le seul légal aux yeux des autorités), la modernisation de l'armée (rédaction du premier code militaire uruguayen, création d'une marine nationale), le renforcement d'une conscience nationale (utilisation de la figure d'Artigas comme l'un des Pères de la Nation), la création de nouveaux départements (pour mieux administrer le pays tout en fractionnant les pouvoirs locaux), la réforme de l'Université.
Enfin, sur la scène internationale, Máximo Santos est à l'origine d'une mesure inédite. Le traité de paix et d'amitié avec le Paraguay, signé le 20 avril 1883, annule la dette de guerre d'Asuncion et permet la restitution des trophées conquis par l'armée uruguayenne lors du conflit de la Triple Alliance.

## Source
- (es) Cet article est partiellement ou en totalité issu de l’article de Wikipédia en espagnol intitulé « Máximo Santos » (voir la liste des auteurs).